# We Are Not Your Kind
We Are Not Your Kind – szósty album studyjny amerykańskiej grupy muzycznej Slipknot. Wydawnictwo ukazało się 9 sierpnia 2019 roku nakładem wytwórni Roadrunner Records. Płyta zadebiutowała także na trzecim miejscu zestawienia listy OLiS.

## Lista utworów
| Nr  | Tytuł utworu              | Długość |
| --- | ------------------------- | ------- |
| 1.  | „Insert Coin”             | 1:38    |
| 2.  | „Unsainted”               | 4:20    |
| 3.  | „Birth of the Cruel”      | 4:35    |
| 4.  | „Death Because of Death”  | 1:20    |
| 5.  | „Nero Forte”              | 5:15    |
| 6.  | „Critical Darling”        | 6:25    |
| 7.  | „A Liar's Funeral”        | 5:27    |
| 8.  | „Red Flag”                | 4:11    |
| 9.  | „What’s Next”             | 0:53    |
| 10. | „Spiders”                 | 4:03    |
| 11. | „Orphan”                  | 6:01    |
| 12. | „My Pain”                 | 6:48    |
| 13. | „Not Long for This World” | 6:35    |
| 14. | „Solway Firth”            | 5:56    |
|     |                           | 1:03:27 |

## Muzycy
- Corey Taylor – wokal prowadzący
- Mick Thomson – gitara prowadząca
- Shawn Crahan – instrumenty perkusyjny, wokal wspierający
- Craig Jones – sampler, instrumenty klawiszowe
- James Root – gitara rytmiczna
- Alessandro Venturella(inne języki) – gitara basowa
- Jay Weinberg(inne języki) – perkusja
- Sid Wilson – gramofony